# پاملا گیلیس

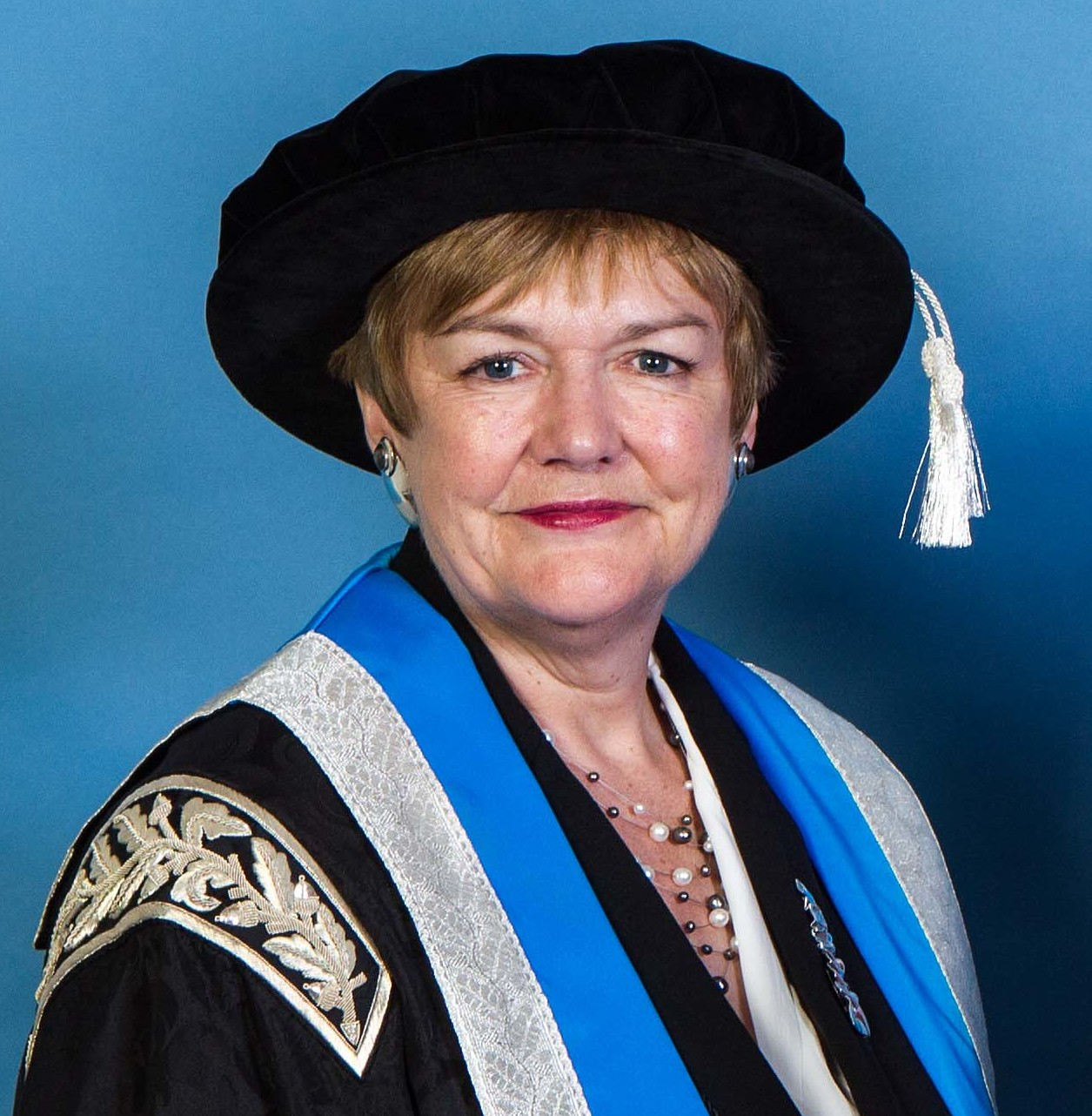
پاملا گیلیس، همه‌گیرشناس اهل بریتانیا - ۲۰۱۴

پاملا گیلیس (متولد ۱۹۵۳) همه‌گیرشناس اهل بریتانیا است. او در مارس ۲۰۰۶ به‌عنوان قائم‌مقام دانشگاه کلدونین گلاسگو منصوب شد.

## تحصیلات
گیلیس لیسانس فیزیولوژی و فوق لیسانس تعلیم و تربیت و فلسفه را از دانشگاه آبردین (اسکاتلند) و دکترای همه‌گیرشناسی را از دانشگاه ناتینگهام گرفت.